# 모용부
모용부(慕容部)는 고대 중국 동북 지방의 유목민족 중 하나인 선비족의 일파이다. 4세기 이후 중국의 오호 십육국 시대 때 전연, 후연, 서연, 남연 등의 여러 나라들을 건국했다.

## 어원과 모용씨의 유래
일본의 역사학자 시라토리 쿠라키치(白鳥庫吉)는 모용씨에 대해 몽골어의 '부유함'을 뜻하는 바얀(bayan, 한문 표기: 伯顔)에서 나온 것으로 유추했다. 즉, 선비어의 목연(木延), 모여(慕輿), 모용(慕容) 등은 같은 뜻이라고 한다.
또, ‘모용’의 어원은 몇 가지 설이 있으나, 몽골어로 ‘강’을 뜻하는 Мөрөн;ᠮᠥᠷᠡ에서 유래한 것이 정설로 알려져 있다.

## 역사

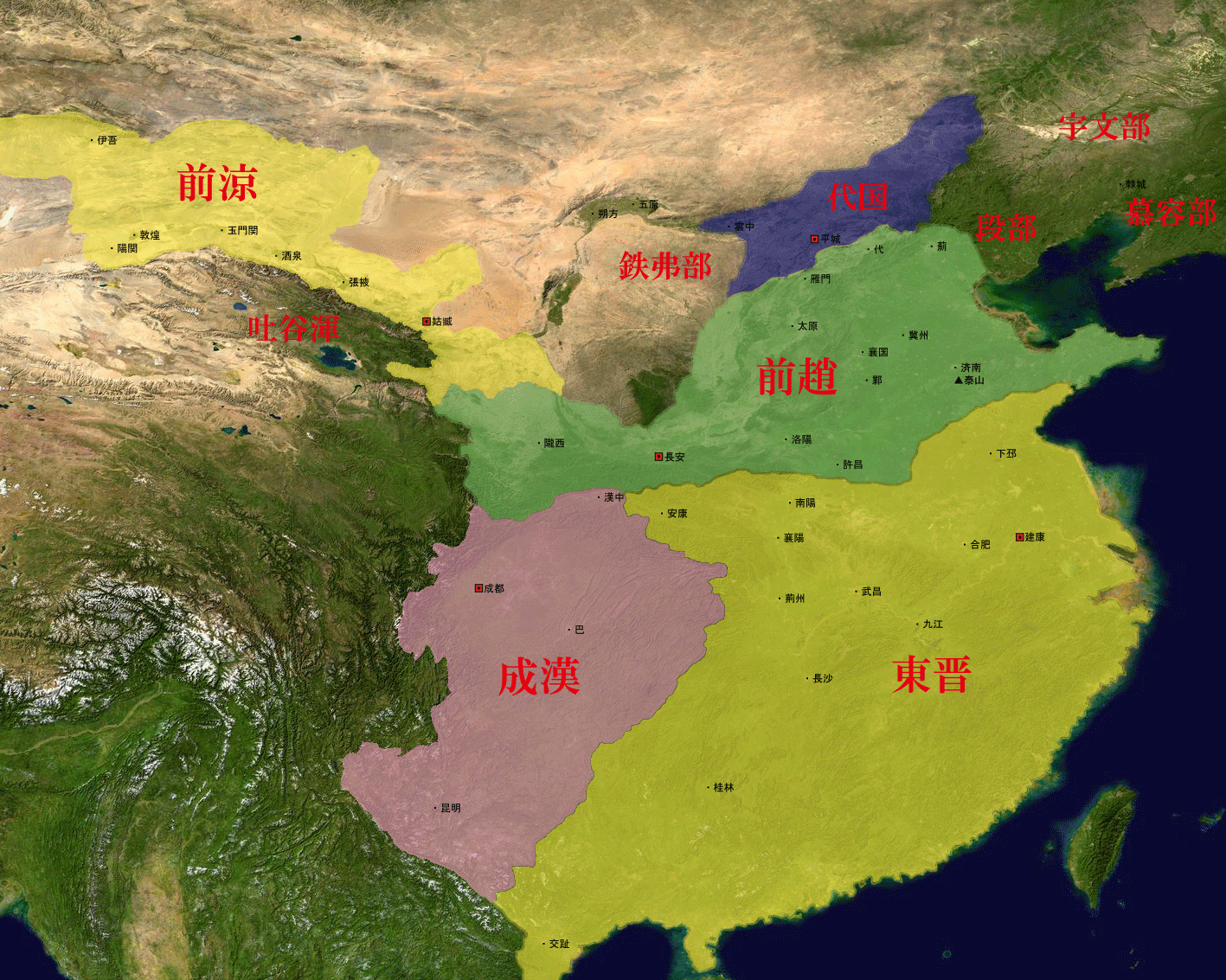
모용선비(慕容鮮卑)의 영토

모용이라는 이름이 사서에 처음 등장한 것은 『삼국지(三國志)』 卷30으로, 2세기 중반 선비 전체를 통솔한 수령 단석괴(檀石槐, 136~181)가 지배 영역을 동부(東部), 중부(中部), 서부(西部)로 삼분하였을 때, 중부의 족장인 중부대인(中部大人) 중에 모용씨 이름이 보인다. 이때쯤 모용부는 우북평군(右北平郡)에서 상곡군(上谷郡) 사이에서 유목생활을 했을 것으로 보인다. 2세기 경은 모용선비가 본격적으로 활약을 보이기 시작한 시기였다. 3세기에는 주거 영역을 대릉하(大凌河) 하류 지방으로 옮겨 유목 생활 외에 농경도 하였다.
삼국 시대 위(魏) 건국 초기, 수령 막호발(莫護跋)은 부락을 이끌고 요서(遼西)로 이주하였고, 경초(景初) 2년(238) 사마의(司馬懿)를 따라 공손연(公孫淵)을 토벌하여 공적을 쌓아 위 조정으로부터 솔의왕(率義王)에 봉해지기도 했으며, 극성(棘城, 오늘날 랴오닝성遼寧省 차오양시朝陽市) 북쪽에 성을 세우기 시작했다.
그의 아들 목연(木延,?~?, 재위 245~271)은 우북평(右北平) 서쪽 상곡(上谷) 일대에 선비계 부족을 인솔한 ‘대인(大人)’ 혹은 ‘대추장(大酋長)’이었다. 전설에 의하면, 선비족은 부족명과 부족 구성원들의 성씨를 대인의 이름으로 정하는 관습이 있었기 때문에 그의 이름 목연과 비슷한 발음의 한자 ‘慕容’으로 부족명과 성씨를 정하였다.
막호발의 손자이자 목연의 아들 모용섭귀(慕容涉歸, ?~283)는 위의 조정으로부터 선비선우(鮮卑單于)에 봉해지고 요동(遼東)으로 이주하였으며 한화(漢化)하기 시작했다. 모용섭귀에게는 아들 둘이 있었는데, 장남 모용토욕혼(慕容吐谷渾, 246~317)은 서쪽으로 하황(河湟)으로 이주하였다. 차남 모용외(慕容廆, 269~333)는 눈부신 활약을 보였다. 그는 서진에서 영가의 난을 피하여 자신에게로 투항해 온 한족 사람들을 임용하여 정무를 맡겼고, 농사를 가르치고 중국식 예법과 제도를 차용하였다. 또한 모용외는 선비대도독(鮮卑大都督)이라고 자칭하여 영토와 세력을 확장해 나가는 등 맹활약을 보였다. 태강(太康) 10년(289년), 모용외는 무리를 이끌고 도하(徒河)의 청산(靑山)으로 이주하였고, 원강(元康) 4년(294)에는 대극성(大棘城)으로 이주하였다. 팔왕의 난(八王之亂, 291~306) 이후, 모용부는 요동에 할거하였고 단부선비(段部鮮卑)와 우문선비(宇文鮮卑)를 격파하고 동북 최대 세력을 형성하였다. 그럼에도 모용부는 여전히 진(晉)에 조공하였다. 영가(永嘉) 원년(307년), 모용외는 선비대선우(鮮卑大單于)라 자칭하였고, 동진(東晉)으로부터 평주목(平州牧)·요동군공 등의 관작을 받았다.
모용외의 아들 모용황(慕容皝)은 처음엔 조선왕(朝鮮王)을 칭하였고, 이후 연나라를 건국하여 337년 연왕(燕王)을 자칭하고 수도를 용성(龍城)으로 정하여 연나라를 건국하였다. 이 국가를 전연(前燕)이라고 불렀다. 모용황은 이후에도 세력을 확장하여 황제로 즉위하였고, 화북 지방의 동부를 통치하였다. 모용황의 아들 모용준(慕容儁)은 염위(冉魏)를 멸하고 중원을 장악하였다. 전연 이외에도 후연(後燕), 서연(西燕), 남연(南燕) 모두 모용부가 세웠다. 전연이 멸망한 뒤 후연과 남연이 건국되었다. 5세기 초 북위(北魏)의 화북 통일과정에서 북위에 병합되었다.
한편, 모용선비의 일부는 티베트계의 현지인을 제압하고 토욕혼을 세웠다. 토욕혼은 중국의 남북조와 관계를 맺고 있었으나, 635년에 당나라에 항복하여 예속 상태에 놓이게 되었고, 663년 티베트계의 토번에게 멸망하였다.

## 유적
랴오닝성(遼寧省)의 모용선비 유적에서 다량의 철갑과 등자가 출토되었다. 이곳이 등자의 기원지로 주목을 받고 있다.

## 계보

### 전연
| 대수 | 묘호        | 시호                                      | 성명           | 연호                                              | 재위기간      |
|      | 고조 (高祖) | 선무제 (宣武帝) 경소제 추증               | 모용외(慕容廆) | -                                                 | -             |
| 1대  | 태조 (太祖) | 연왕 (燕王) {문명제} (文明帝) 경소제 추증 | 모용황(慕容皝) | -                                                 | 337년 ~ 348년 |
|      | -           | 연왕 (燕王)                               | 모용준(慕容俊) | -                                                 | 348년 ~ 352년 |
| 2대  | 열조 (烈祖) | 경소제 (景昭帝)                           | 모용준(慕容俊) | 원새(元璽) 352년 ~ 357년 광수(光壽) 357년 ~ 360년 | 352년 ~ 360년 |
| 3대  | -           | 유제 (幽帝) 남연(南燕) 헌무제 추증        | 모용위(慕容暐) | 건희(建熙) 360년 ~ 370년                          | 360년 ~ 370년 |

### 후연
| 대수 | 묘호        | 시호                      | 성명           | 연호                                      | 재위기간      |
|      | -           | 연왕 (燕王)               | 모용수(慕容垂) | 연원(燕元) 384년 ~ 386년                  | 384년 ~ 386년 |
| 1대  | 세조 (世祖) | 성무제 (成武帝)           | 모용수(慕容垂) | 건흥(建興) 386년 ~ 396년                  | 386년 ~ 396년 |
| 2대  | 열종 (烈宗) | 혜민제 (惠愍帝)           | 모용보(慕容寶) | 영강(永康) 396년 ~ 398년                  | 396년 ~ 398년 |
|      | -           | 창려왕 (昌黎王) 찬탈 군주 | 난한(蘭汗)     | 청룡(靑龍) 398년                          | 398년         |
| 3대  | 중종 (中宗) | 소무제 (昭武帝)           | 모용성(慕容盛) | 건평(建平) 398년 장락(長樂) 399년 ~ 401년 | 398년 ~ 401년 |
| 4대  | -           | 소문제 (昭文帝)           | 모용희(慕容熙) | 광시(光始) 401년 ~ 406년 건시(建始) 407년 | 401년 ~ 407년 |

### 서연
| 대수 | 묘호 | 시호            | 성명           | 연호                     | 재위기간      |
| 1대  | -    | 제북왕 (濟北王) | 모용홍(慕容泓) | 연흥(燕興) 384년         | 384년         |
| 2대  | -    | -               | 모용충(慕容沖) | 경시(更始) 385년 ~ 386년 | 384년 ~ 386년 |
| 3대  | -    |                 | 단수(段隋)     | 창평(昌平) 386년         | 386년         |
| 4대  | -    |                 | 모용의(慕容顗) | 건명(建明) 386년         | 386년         |
| 5대  | -    |                 | 모용요(慕容瑤) | 건평(建平) 386년         | 386년         |
| 6대  | -    |                 | 모용충(慕容忠) | 건무(建武) 386년         | 386년         |
| 7대  | -    |                 | 모용영(慕容永) | 중흥(中興) 386년 ~ 394년 | 386년 ~ 394년 |

### 남연
- 모용덕(慕容德)
- 모용초(慕容超)

### 북연
- 고운
- 풍발
- 풍홍

### 토욕혼
1. 하남왕 (河南王) 모용 토욕혼(慕容吐谷渾) : 재위 285년-317년
2. 하남왕 모용 토연(慕容吐延) : 재위 317년-329년
3. 토욕혼왕(吐谷渾王) 모용 엽연(慕容葉延) : 재위 329년-351년
4. 토욕혼왕 모용 쇄해(慕容碎奚) : 재위 351년-371년
5. 백란왕(白蘭王) 모용 시연(慕容視連) : 재위 371년-390년
6. 토욕혼왕(吐谷渾王) 모용 시비(慕容視羆) : 재위 390년-400년
7. 대선우(大單于) 모용 오흘시(慕容烏紇褆) : 재위 400년-405년
8. 무인가한 (戊寅可汗) / 대선우 / 무왕(武王) 모용 수락간(慕容樹洛干) : 재위 405년-417년
9. 백란왕 모용 아시(慕容阿柴) : 재위 417년-424년
10. 혜왕(惠王) / 롱서왕(隴西王) 모용 모괴(慕容慕璝) : 재위 424년-436년
11. 하남왕 모용 모리연(慕容慕利延) : 재위 436년-452년
12. 하남왕 / 서평왕(西平王) 모용 섭인(慕容拾寅) : 재위 452년-481년
13. 하남왕 모용 도이후(慕容度易侯) : 재위 481년-490년
14. 모용 부연수(慕容伏連籌) : 재위 490년-540년
15. 가한(可汗) 모용 과여(慕容誇呂) : 재위 540년-591년
16. 가한 모용 세부(慕容世伏) : 재위 591년-597년
17. 보살발가한(步薩鉢可汗) 모용 부윤(慕容伏允) : 재위 597년-635년
18. 대령왕(大寧王) / 서평군왕(西平郡王) / 추고여오감두가한(趉故呂烏甘豆可汗) 모용 순(慕容順) : 재위 635년
19. 하원군왕(河源郡王) / 오지야발륵두가한 모용 낙갈발(慕容諾曷鉢) : 재위 635년-672년